# أوبالوك (كيبك)
أوبالوك (بالإنجليزية: Aupaluk)‏ هي منطقة سكنية تقع في كندا في كيبك. يقدر عدد سكانها بـ 195 نسمة ومساحتها 32.60 كم2 .